# Бергман, Ингрид
И́нгрид Бе́ргман (швед. Ingrid Bergman; 29 августа 1915, Стокгольм, Швеция — 29 августа 1982, Лондон, Великобритания) — шведская актриса, снимавшаяся в европейском и американском кинематографе. В рейтинге Американского института киноискусства — 100 величайших звёзд кино за 100 лет по версии AFI — занимает 4-е место. Трижды лауреат премий «Оскар» и «Давид ди Донателло», четырежды — премии «Золотой глобус», дважды — премии «Эмми», первый лауреат премии «Тони» (1947). Наиболее известные фильмы с её участием: «Касабланка» (1942), «По ком звонит колокол» (1943), «Газовый свет» (1944), «Дурная слава» (1946), «Жанна д’Арк» (1948), «Анастасия» (1956), «Убийство в „Восточном экспрессе“» (1974), «Осенняя соната» (1978).
Согласно St. James Encyclopedia of Popular Culture, Бергман за короткий срок стала «идеалом американской женственности» и претенденткой на роль величайшей ведущей актрисы Голливуда. В Соединённых Штатах считается, что она принесла на экран «скандинавскую свежесть и жизненную силу» наряду с исключительной красотой и интеллектом; Дэвид Селзник однажды назвал её «самой добросовестной актрисой», с которой он когда-либо работал. В 1960 году была удостоена именной звезды на голливудской «Аллее славы».

## Биография

### Детство

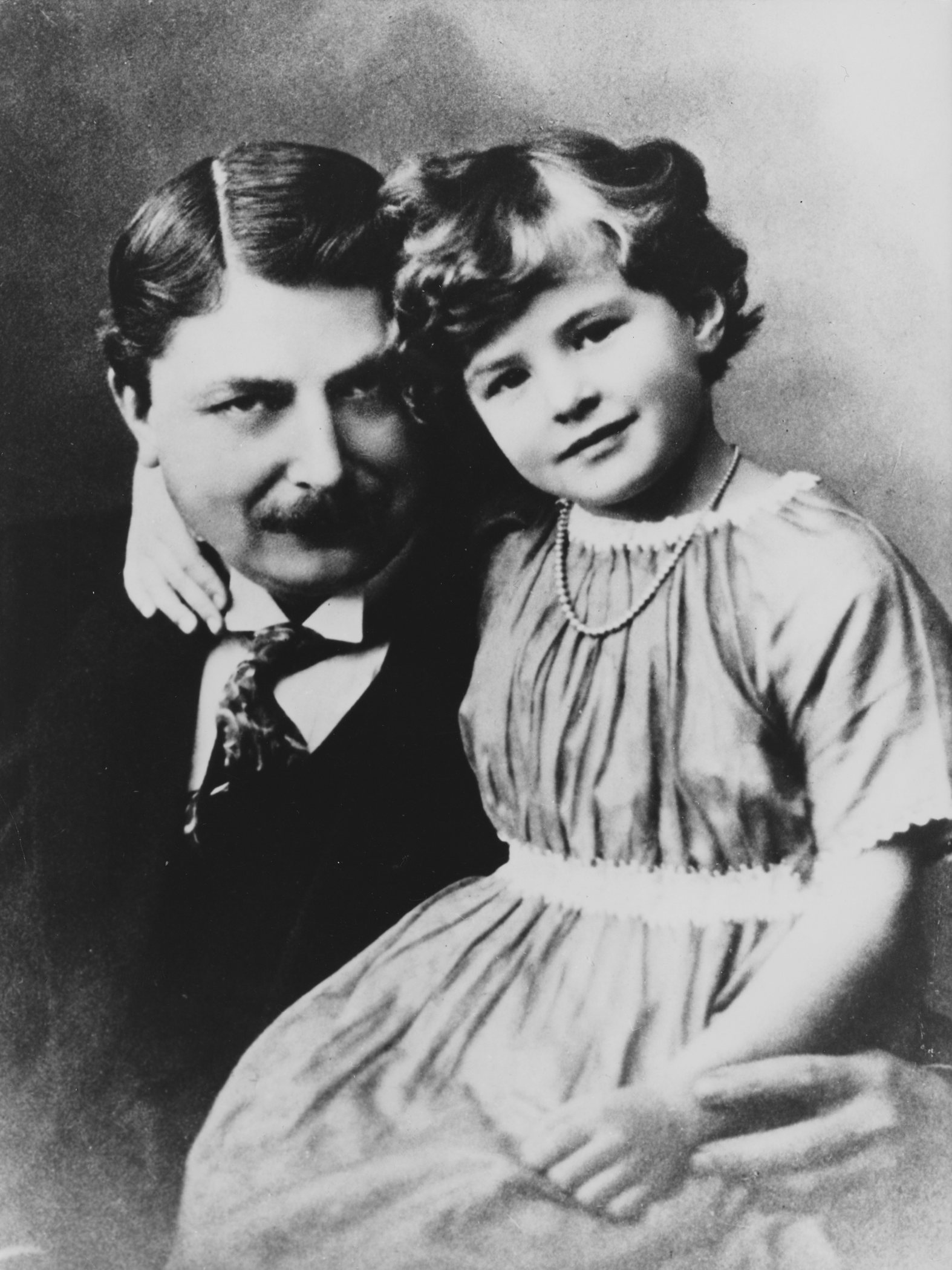
С отцом

Ингрид Бергман родилась 29 августа 1915 года в Стокгольме в семье шведа Юстуса Самуэля Бергмана, и Фриды Генриетты Адлер, уроженки Германии. Ингрид была третьим ребёнком в семье, первый умер при рождении, второй через неделю после родов. Воспитывалась в лютеранской вере.
Когда Ингрид было 3 года, от желтухи умерла её мать. Отец Ингрид, владелец фотомагазина, был страстным поклонником фотографии и кино. Он часто фотографировал, снимал дочь на камеру и с детства привил ей любовь к искусству. Но, несмотря на то, что он больше склонял дочь к музыке и опере, она оставалась к ним равнодушна. Зато актёрская игра занимала её полностью. Впервые побывав в театре в одиннадцать лет, Ингрид сказала отцу: «Папа, папа, это как раз то, что я хочу делать».
В 1929 году Юстус Бергман умер от рака желудка. За воспитание девочки взялась тётя, Эллен Бергман, но через полгода и она скончалась. Тогда Ингрид переехала к дяде Отто Бергману, у которого было пятеро детей.

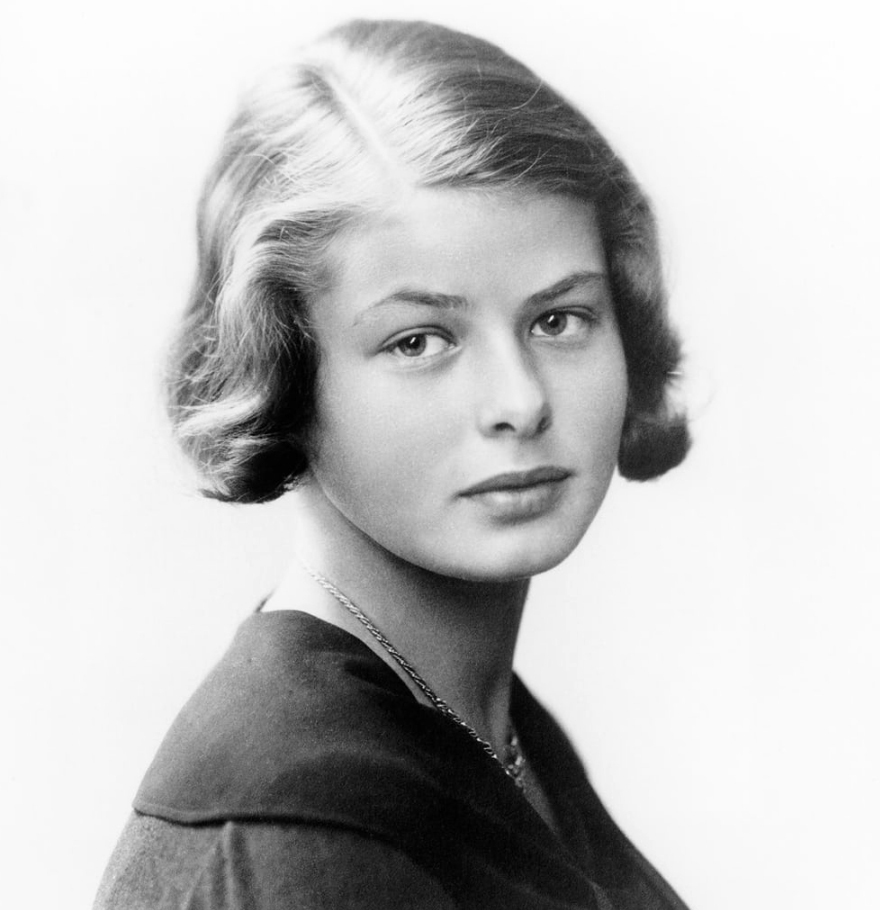
В возрасте 15—17 лет

После потери самых близких родственников Ингрид росла замкнутым и застенчивым подростком. Единственной отдушиной оставалось актёрство — наедине с собой, придуманными персонажами, перед родственниками или перед одноклассницами она преображалась. Из автобиографии Ингрид Бергман:

Я была скромнейшим созданием, но внутри меня жила львица, которая не могла молчать.

Именно на этот период приходится первое появление Ингрид в кадре. В фильме «Состязание» 1932 года она снялась в массовке.

### Начало карьеры (1933—1939)
В 1933 году Ингрид поступила в Королевский драматический театр в Стокгольме. Система обучения в этом заведении была построена таким образом, что студенты только после двух лет занятий могли пробоваться на маленькие роли в спектаклях. Ингрид же спустя три месяца после поступления пригласил в свою пьесу известный режиссёр Альф Шёберг. Это вызвало бурю негодования среди более взрослых студенток. Из автобиографии Ингрид Бергман:

Другие студентки — девушки, которые закончили школу и теперь должны были два года пробоваться в небольших ролях, — потихоньку наливались злобой. Они брызгали слюной от бешенства. Ненависть их дошла до того, что меня избили: одна девица пинала меня ногами, а другая била по голове.

Во избежание скандала руководству театра пришлось исключить Ингрид из этой постановки.

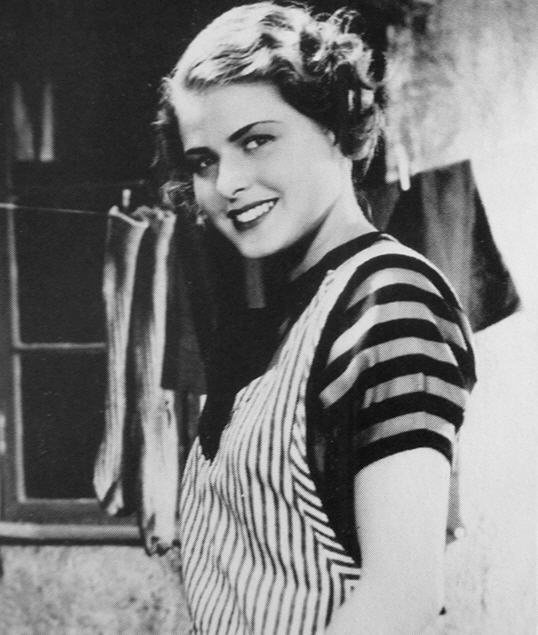
Ингрид Бергман. Munkbrogreven (1935)

В этот же год Ингрид познакомилась со своим будущим мужем, Петером Линдстрёмом, дантистом. Они сразу понравились друг другу, часто встречались, и их дружба постепенно перерастала в любовь.
В 1934 году Ингрид снялась в эпизодической, но яркой роли служанки в фильме «Граф из Мункбру» и заключила контракт со Шведской киностудией, после чего со скандалом оставила Королевский драматический театр ради кино.
Затем последовали роли в таких фильмах как «Сведенхьельмы» (1935), «Вальпургиева ночь» (1935), «Доллар» (1938), вызвавшие одобрение шведских критиков, а также «Интермеццо» (1936) режиссёра Густава Муландера с Йестой Экманом в главной роли. Именно эта роль привлекла к молодой шведской актрисе Ингрид Бергман внимание Голливудских критиков и продюсеров.
В 1938 году у Петера и Ингрид родилась дочь Пиа.

### Голливудский период (1939—1949)

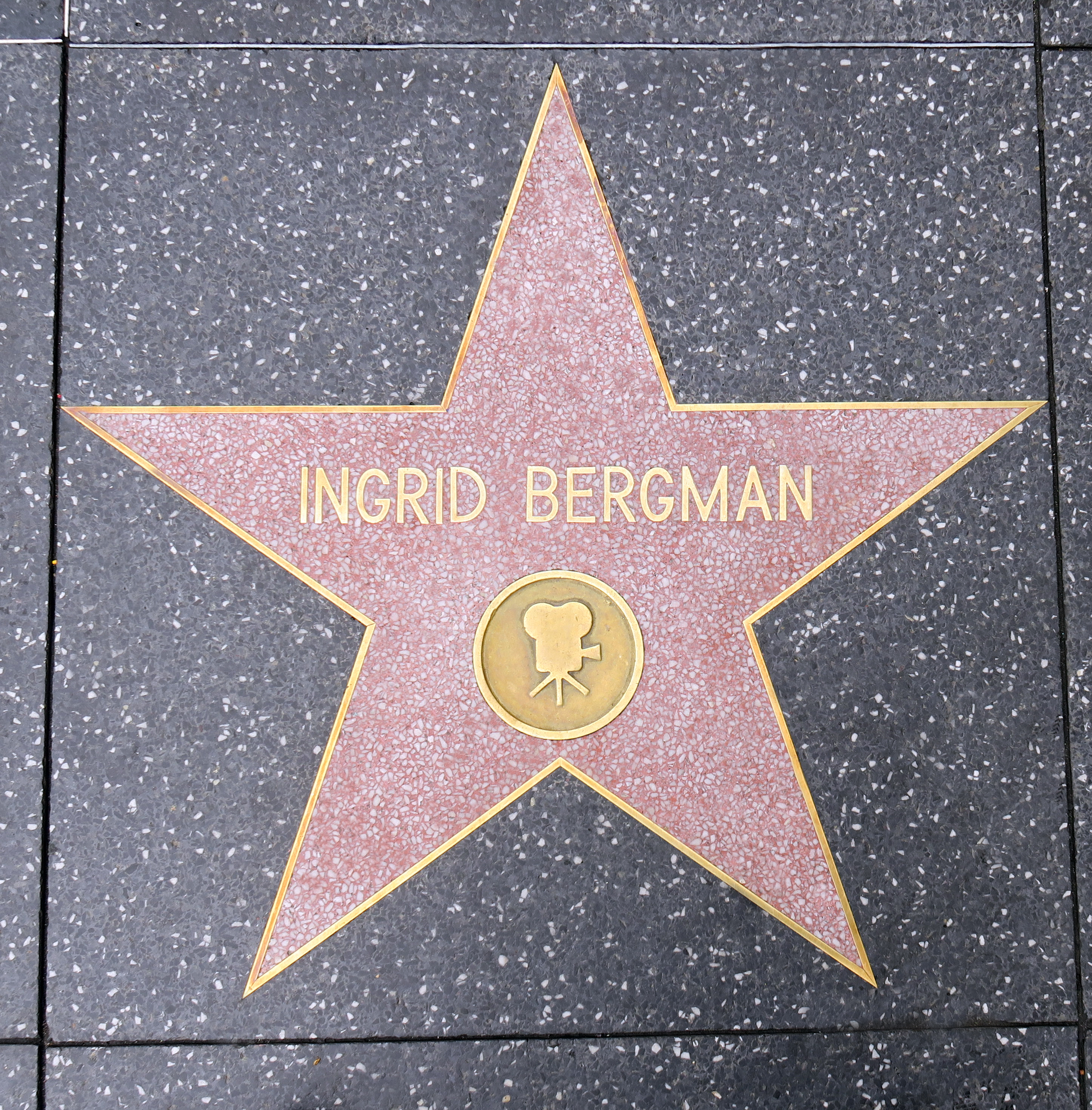
Звезда Ингрид Бергман на Бульваре Голливуд

Снявшись в более чем десяти шведских и одном немецком фильмах, она получила приглашение в Голливуд от продюсера Дэвида Селзника на съёмки в фильме «Интермеццо» (1939) — голливудской версии фильма с Лесли Говардом в главной роли. Первая встреча Ингрид с Селзником едва не стала последней. Тот видел актрису лишь на экране и при личной встрече заявил, что ей придется изменить имя, фамилию, брови, зубы. Также для продюсера стал неожиданностью рост Ингрид 176 см. Но та наотрез отказалась что-либо менять и предложила ему найти другую актрису. Тогда Селзник решил, что Ингрид будет выделяться среди звёзд Голливуда своей естественностью и непосредственностью. Именно это стало отличительной чертой и фирменным знаком Ингрид Бергман на долгие годы. Селзник лишь нанял для актрисы репетитора по английскому языку Рут Роберто, которая стала подругой Ингрид до конца жизни.
После съёмок актриса вернулась в Швецию к семье. После начала Второй мировой войны Петер отправил Ингрид с дочерью в США и присоединился к ним после сохранения Швецией нейтралитета в войне.
Первые голливудские фильмы, театральные постановки с участием Ингрид, а также роль проститутки в фильме «Доктор Джекилл и мистер Хайд» режиссёра Виктора Флеминга вызвали положительные оценки в прессе.
В сороковых годах Ингрид училась актёрскому мастерству в школе Михаила Чехова.

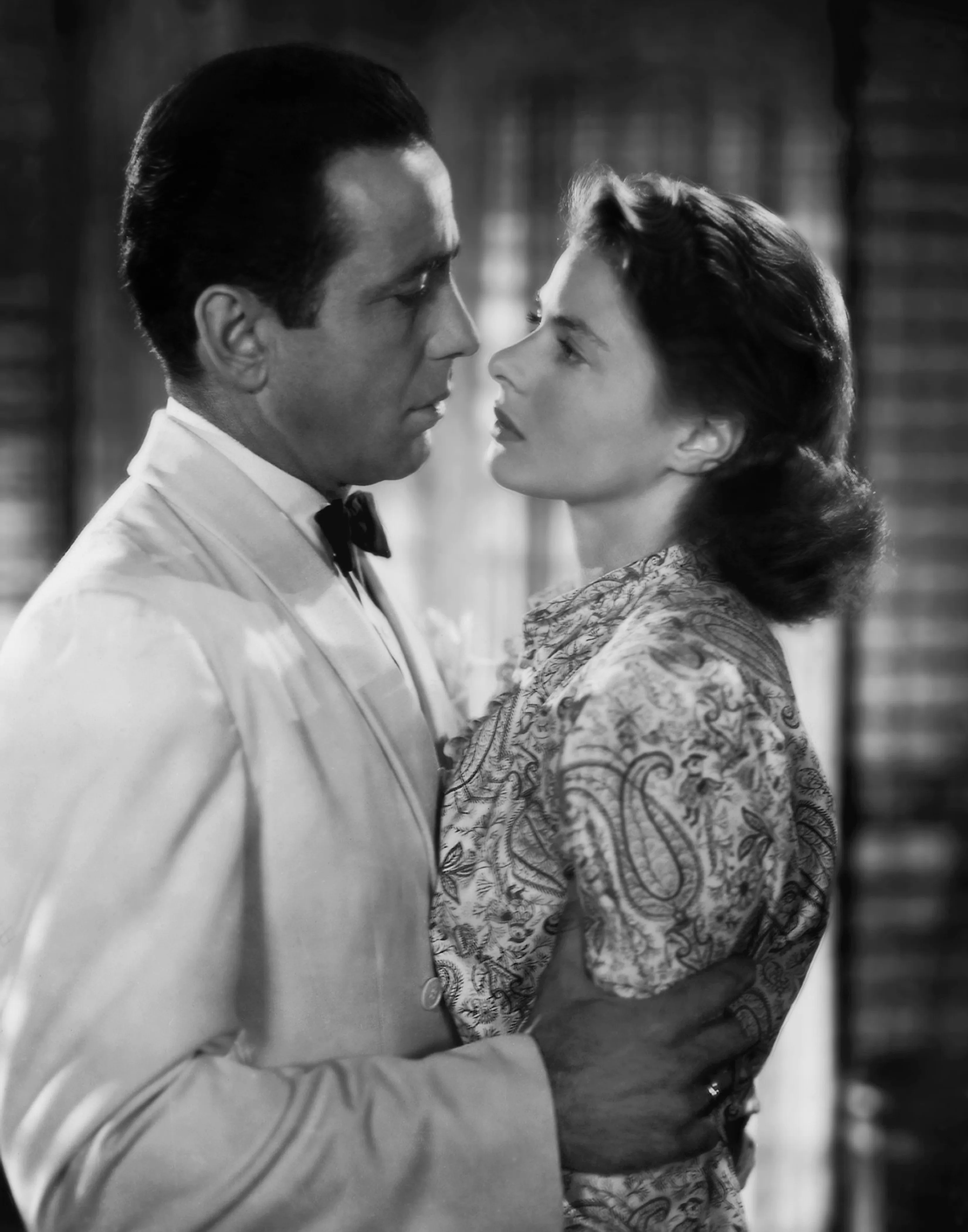
Хэмфри Богарт и Ингрид Бергман. «Касабланка», 1942 год

В 1942 году Ингрид Бергман сыграла Ильзу Ланд в фильме «Касабланка» — одну из самых ярких и знаменитых ролей в её плодотворной актёрской карьере. Хотя фильм стал культовым (2-е место в списке 100 лучших американских фильмов за 100 лет по версии AFI), Ингрид не любила «Касабланку» и раздражалась, когда её просили рассказать о нём. «Я снялась в стольких фильмах, которые были важнее, но людей интересует только этот фильм с Богартом». О Хамфри Богарте она говорила: «Я никогда не знала его по-настоящему. Я целовала его, но не знала его». По словам Ингрид на съёмках фильма царили неразбериха, хаос, споры между режиссёром Майклом Кёртицом, продюсером, сценаристами. Из автобиографии Ингрид Бергман:

В сценарий постоянно вносились изменения […] Никто не знал, как будут развиваться события в фильме дальше, чем он закончится […] А я всё это время жаждала узнать, в кого я должна быть влюблена: в Пола Хенрайда или в Хэмфри Богарта? «Мы это и сами ещё не знаем. Пока просто играй что-то среднее».

«Касабланка» имела огромный успех у зрителей и критиков, номинировалась на «Оскар» в восьми категориях, завоевала три из них, и хотя не принесла личных наград Ингрид, утвердила её в статусе звезды и одной из самых востребованных актрис Голливуда.
Летом 1942 года Ингрид отправилась на съёмки фильма «По ком звонит колокол» — экранизации нашумевшего романа Эрнеста Хемингуэя. Писатель видел в главных ролях только Гэри Купера и Ингрид Бергман, но отстоять перед боссами Парамаунт ему удалось только кандидатуру Купера. Актриса волновалось, что её внешность не соответствует испанскому женскому типажу, но писатель успокоил её, сказав, что он видел не одну испанку со светлой кожей и волосами. Студия решила задействовать в роли Марии собственную звезду — балерину Веру Зорину. Но та не выдержала тяжёлых условий съёмок в горах Сьерра-Невада, и роль всё-таки досталась Ингрид. Ради этой роли она коротко постригла волосы, и эта причёска была модной в США несколько лет. Несмотря на то, что фильм не понравился Хемингуэю, так как в нём была отражена только любовная линия, он был положительно оценён критиками, а Ингрид получила первую номинацию на «Оскар», но уступила Дженнифер Джонс.

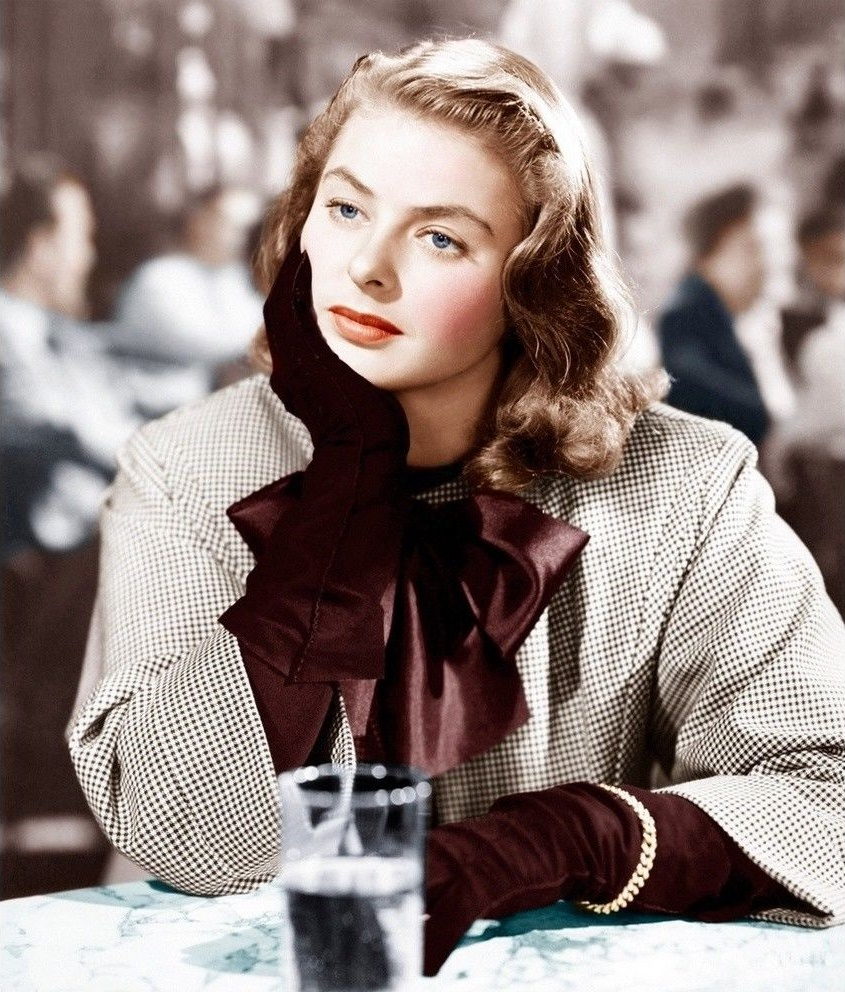
Дурная слава (1946)

Заветную первую статуэтку как за лучшую женскую роль Бергман получила в 1945 году за роль в фильме «Газовый свет». Режиссёром этого фильма был Джордж Кьюкор, а в главной роли снялся Шарль Буайе. Ингрид блистательно сыграла роль женщины, которую пытается свести с ума собственный муж ради присвоения её дома и драгоценностей. Номинантка на эту же награду — Барбара Стэнвик заявила прессе, что «является членом фан-клуба Ингрид Бергман и ничуть не сожалеет о потерянном „Оскаре“, потому что её любимая актриса выиграла его и выиграла заслуженно».
Следующие пять лет Ингрид сыграла в таких заметных фильмах как: «Колокола святой Марии» (1945), «Триумфальная арка» (1948), «Жанна д’Арк» (1948), «Дурная слава» (1946), ещё дважды номинировалась на «Оскар» и окончательно закрепилась на «голливудском Олимпе».
В то время как карьера Ингрид складывалась удачно, её семейная жизнь дала трещину. На отношениях с Петером сказывались разница в образах жизни актрисы и врача, их характеров, взглядов, интересах. Собираться всей семьёй в их доме удавалось очень редко. К тому же Петер, будучи старше жены на 8 лет, привык руководить Ингрид в бытовой жизни, контролировать её поведение, слова, финансовые расходы. Ингрид попросила развод, но не решилась на него:

Наверное, это было ожидание кого-то, кто бы помог мне выпутаться из этой ситуации. Потому что у меня не хватало сил уйти самой. Это было за три года до того, как я встретила Роберто Росселлини.

### Италия и Роберто Росселини (1949—1957)
В 1949 году Ингрид Бергман покидает Голливуд — так начинается один из сложнейших периодов в её жизни; развод с Петтером Линдстрёмом, ставший следствием бурного романа с Роберто Росселлини, восстановил против неё всю американскую общественность. Стоит сказать, что скандал, продолжавшийся много лет, из-за которого все фильмы Росселлини с участием Бергман и без оного бойкотировались как зрителями, так и критиками, был сильно раздут СМИ. Бергман как-то писала Роберто Росселлини: «Если вам нужна шведская актриса, прекрасно говорящая по-английски, не забывшая свой немецкий, кое-что понимающая по-французски, а по-итальянски знающая только „Ti amo“, то я готова приехать, чтобы сделать с вами фильм».
Актриса снималась у Росселлини долгое время, при этом играла в театре и воспитывала троих детей — Робертино, Изабеллу и Изотту (её дочь от первого брака — Пиа — жила в Штатах с отцом). Впоследствии Изабелла Росселлини стала известной актрисой. Ингрид Бергман развелась с Роберто Росселлини и вскоре вышла замуж за театрального продюсера Ларса Шмидта. Брак просуществовал несколько лет.
В соавторстве с писателем Аленом Бёрджессом Ингрид написала автобиографию под названием «Моя история» (в русской публикации — «Моя жизнь»).
Бергман была председателем жюри фестиваля в Каннах в 1973 году.
«Актриса большого дарования, Бергман не ограничивала себя рамками какого-либо амплуа, с успехом снималась у разных режиссёров, умело включаясь в разные стили и творческие манеры, специфику различных национальных школ».

### Болезнь и смерть

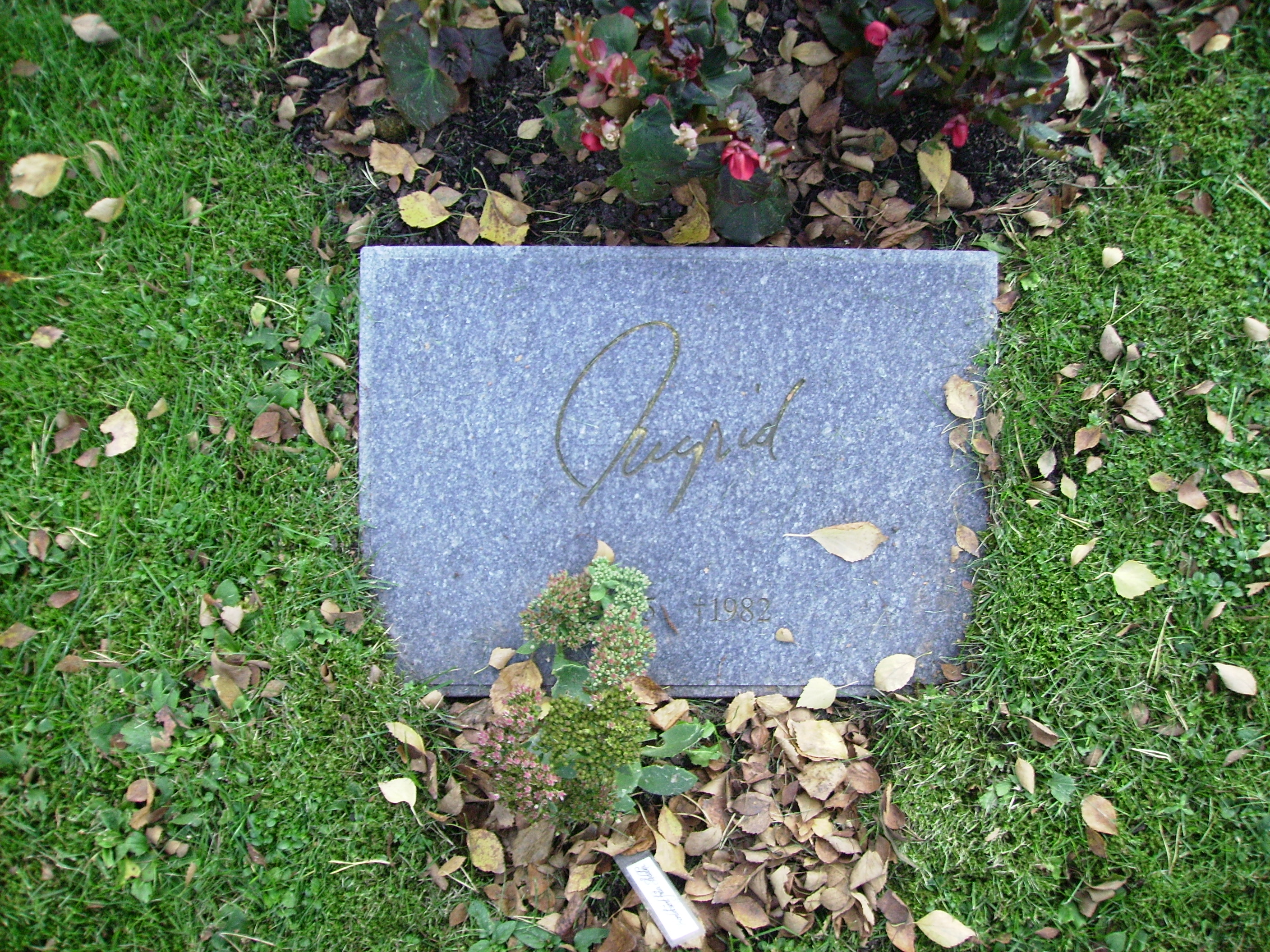
Могила Ингрид Бергман

В 1974 году у Бергман было обнаружено уплотнение на левой груди, после чего ей была проведена первая операция в одной из лондонских клиник. В 1978 году, во время съёмок «Осенней сонаты», актрисе была проведена ещё одна операция:568–569. Несмотря на болезнь, она согласилась сыграть главную роль в телефильме «Женщина по имени Голда» в 1981 году. После завершения съёмок она уединилась в своей квартире в Чейн-Гарденс в Лондоне, ввиду того, что проводимая химиотерапия сильно сказалась на её внешнем виде. При этом журналисты регулярно дежурили возле её дома, в надежде сфотографировать актрису. Рак постепенно распространился на её позвоночник, разрушив двенадцатый позвонок, а правое лёгкое больше не функционировало. 29 августа 1982 года, в свой 67-й день рождения, Ингрид Бергман умерла от рака груди.
Траурная панихида прошла в церкви Сент-Мартин-ин-зе-Филдс, на ней присутствовали её многочисленные поклонники, друзья и родные. После кремации её прах был перевезён в Швецию, где часть была развеяна в море возле деревни Фьельбака, а часть помещена рядом с прахом её родителей на кладбище Норра бегравнингсплатсен в Стокгольме.

## Избранная фильмография
| Год  |    | Русское название                      | Оригинальное название          | Роль                     |
| ---- | -- | ------------------------------------- | ------------------------------ | ------------------------ |
| 1939 | ф  | Интермеццо                            | Intermezzo                     | Анита Хоффман            |
| 1941 | ф  | Доктор Джекилл и мистер Хайд          | Dr. Jekyll and Mr. Hyde        | Иви Петерсон             |
| 1941 | ф  | Ярость в небесах                      | Rage in Heaven                 | Стелла Берген            |
| 1942 | ф  | Касабланка                            | Casablanca                     | Ильза Лунд (Ласло)       |
| 1943 | ф  | По ком звонит колокол                 | For Whom the Bell Tolls        | Мария                    |
| 1944 | ф  | Газовый свет                          | Gaslight                       | Паула Альквист Антон     |
| 1945 | ф  | Заворожённый                          | Spellbound                     | доктор Констанс Питерсон |
| 1945 | ф  | Колокола Святой Марии                 | The Bells of Saint Marys       | сестра Мэри Бенедикт     |
| 1946 | ф  | Дурная слава                          | Notorious                      | Алисия Губерман          |
| 1948 | ф  | Триумфальная арка                     | Arch of Triumph                | Жоан Маду                |
| 1948 | ф  | Жанна д'Арк                           | Joan of Arc                    | Жанна д'Арк              |
| 1949 | ф  | Под знаком Козерога                   | Under Capricorn                | леди Генриетта Фласки    |
| 1950 | ф  | Стромболи, земля Божья                | Stromboli, terra di dio        | Карин                    |
| 1952 | ф  | Европа 51                             | Europa '51                     | Ирен Жирар               |
| 1953 | ф  | Путешествие в Италию                  | Viaggio in Italia              | Катерина Джойс           |
| 1953 | ф  | Мы — женщины                          | Siamo donne                    | камео                    |
| 1954 | ф  | Страх                                 | La paura                       | Ирен Вагнер              |
| 1954 | ф  | Жанна д'Арк на костре                 | Giovanna d’Arco al rogo        | Жанна д'Арк              |
| 1956 | ф  | Анастасия                             | Anastasia                      | Анна Корев / Анастасия   |
| 1956 | ф  | Елена и мужчины                       | Elena et les hommes            | Елена Сокоровска         |
| 1958 | ф  | Милый сэр                             | Indiscreet                     | Анна Кальман             |
| 1958 | ф  | Постоялый двор шестой степени счастья | The Inn of the Sixth Happiness | Глэдис Эйлвард           |
| 1961 | ф  | Любите ли вы Брамса?                  | Aimez-vous Brahms?             | Пола́ Тесье               |
| 1963 | тф | Гедда Габлер                          | Hedda Gabler                   | Гедда Габлер             |
| 1964 | ф  | Визит                                 | The Visit                      | Клара Цаханассьян        |
| 1964 | ф  | Жёлтый Роллс-Ройс                     | The Yellow Rolls-Royce         | Герда Миллетт            |
| 1969 | ф  | Цветок кактуса                        | Cactus Flower                  | Стефани Дикинсон         |
| 1974 | ф  | Убийство в «Восточном экспрессе»      | Murder On The Orient Express   | Грета Олссон             |
| 1978 | ф  | Осенняя соната                        | Höstsonaten                    | Шарлотта Андергаст       |
| 1982 | тф | Женщина по имени Голда                | A Woman Called Golda           | Голда Меир               |

## Награды и номинации
| Награда        | Год  | Категория                                         | Фильм/Постановка                      | Результат |
| -------------- | ---- | ------------------------------------------------- | ------------------------------------- | --------- |
| Оскар          | 1944 | Лучшая женская роль                               | По ком звонит колокол                 | Номинация |
| Оскар          | 1945 | Лучшая женская роль                               | Газовый свет                          | Победа    |
| Оскар          | 1946 | Лучшая женская роль                               | Колокола Святой Марии                 | Номинация |
| Оскар          | 1949 | Лучшая женская роль                               | Жанна д’Арк                           | Номинация |
| Оскар          | 1957 | Лучшая женская роль                               | Анастасия                             | Победа    |
| Оскар          | 1975 | Лучшая женская роль второго плана                 | Убийство в «Восточном экспрессе»      | Победа    |
| Оскар          | 1979 | Лучшая женская роль                               | Осенняя соната                        | Номинация |
| BAFTA          | 1959 | Лучшая женская роль                               | Постоялый двор шестой степени счастья | Номинация |
| BAFTA          | 1975 | Лучшая женская роль второго плана                 | Убийство в «Восточном экспрессе»      | Победа    |
| Золотой глобус | 1945 | Лучшая женская роль в драме                       | Газовый свет                          | Победа    |
| Золотой глобус | 1946 | Лучшая женская роль в драме                       | Колокола Святой Марии                 | Победа    |
| Золотой глобус | 1957 | Лучшая женская роль в драме                       | Анастасия                             | Победа    |
| Золотой глобус | 1959 | Лучшая женская роль в комедии или мюзикле         | Милый сэр                             | Номинация |
| Золотой глобус | 1959 | Лучшая женская роль в драме                       | Постоялый двор шестой степени счастья | Номинация |
| Золотой глобус | 1970 | Лучшая женская роль в комедии или мюзикле         | Цветок кактуса                        | Номинация |
| Золотой глобус | 1979 | Лучшая женская роль в драме                       | Осенняя соната                        | Номинация |
| Золотой глобус | 1983 | Лучшая женская роль в мини-сериале или телефильме | Женщина по имени Голда                | Победа    |
| Эмми           | 1960 | Лучшая женская роль в мини-сериале или фильме     | Звёздное время                        | Победа    |
| Эмми           | 1961 | Лучшая женская роль в мини-сериале или фильме     | 24 часа из жизни женщины              | Номинация |
| Эмми           | 1982 | Лучшая женская роль в мини-сериале или фильме     | Женщина по имени Голда                | Победа    |
| Тони           | 1947 | Лучшая женская роль в пьесе                       | Жанна из Лотарингии                   | Победа    |

- Удостоена золотой медали за выдающиеся заслуги в шведской культуре — Иллис Кворум (1979).
- Один из сортов розы назван в честь Ингрид Бергман.
- Удостоена звезды на Голливудской аллее славы за вклад и развитие киноиндустрии.

### На английском языке
- Charlotte Chandler (2008). Ingrid: Ingrid Bergman, A Personal Biography. New York: Applause Theatre & Cinema Books, 368 pages. ISBN 978-1-5578-3735-6
- Isabella Rossellini, Lothar Schirmer (2015). Ingrid Bergman: A Life in Pictures. Chronicle Books, 528 pages. ISBN 978-1-4521-4955-4
- Lawrence J. Quirk (2000). The Films of Ingrid Bergman. New York: Citadel Press, 241 pages. ISBN 978-0-8065-0972-3
- David Smit (2012). Ingrid Bergman. The Life, Career and Public Image. Jefferson: McFarland & Company, 252 pages. ISBN 978-0-7864-7226-0

### На немецком языке
- Curtis F. Brown: Ingrid Bergman. Ihre Filme — ihr Leben. Heyne, München 1990, 192 seiten. ISBN 978-3-4538-6012-4
- Birgit Haustedt: Ingrid Bergman. Ebersbach & Simon, Berlin 2015, 112 seiten. ISBN 978-3-86915-100-7
- Renate Möhrmann: Ingrid Bergman und Roberto Rossellini: Eine Liebes- und Beutegeschichte. Rowohlt, Berlin 1999, 224 seiten. ISBN 978-3-8713-4311-7
- Thilo Wydra: Ingrid Bergman. Ein Leben. Deutsche Verlags-Anstalt, München 2017, 750 seiten. ISBN 978-3-421-04673-4